# Signed and Sealed in Blood
Signed and Sealed in Blood è l'ottavo album in studio dei Dropkick Murphys pubblicato l'8 gennaio 2013. È il terzo album di inediti pubblicato dall'etichetta Born & Bred Records.
L'album prende il titolo da un verso del primo singolo, Rose Tattoo, di cui è stato pubblicato un video il 7 novembre 2012.
Il 4 dicembre 2012 la band ha pubblicato sul loro sito il video musicale della canzone The Seasons Upon Us.

## Background
Il 31 agosto 2012, la band ha annunciato il titolo dell'album e del loro primo singolo attraverso la loro pagina Facebook. La band ha anche sollecitato i loro fan a tatuarsi sul corpo il simbolo presente sulla cover dell'album e inviare poi foto e video al loro sito web entro il 19 settembre 2012. Le immagini sono state usate per l'imballaggio del CD e della versione in vinile e per il video musicale della canzone "Rose Tattoo".

## Tracce
1. "The Boys Are Back" – 3:20
2. "Prisoner's Song" – 2:37
3. "Rose Tattoo" – 5:06[4]
4. "Burn" – 2:39
5. "Jimmy Collins' Wake" – 2:59
6. "The Season's Upon Us" – 4:02[5]
7. "The Battle Rages On" – 2:17
8. "Don't Tear Us Apart" – 3:01
9. "My Hero" – 3:10
10. "Out on the Town" – 3:02
11. "Out of our Heads" – 3:11
12. "End of the Night" – 5:17

### Edizione Deluxe, tracce bonus
1. "Lucky Charlie
2. "The Battle Rages On (Acustica)

### Edizione limitata in vinile, tracce bonus
1. "Shark Attack"

I fan che hanno preordinato una qualsiasi versione dell'album dal sito della band, riceveranno la versione MP3 della canzone, "The Season's Upon Us". La canzone verrà anche commercializzata nella versione vinile da 7" pollici nei colori speciali rosso, verde e bianco, e conterrà anche la canzone bonus, "AK-47 (All I Want For Christmas Is An)".